# Phrynobatrachus kinangopensis
Espèce
Statut de conservation UICN

 VU  : Vulnérable
Phrynobatrachus kinangopensis est une espèce d'amphibiens de la famille des Phrynobatrachidae.

## Répartition
Cette espèce est endémique du Kenya. Son aire de répartition concerne les montagnes de l'Est de la vallée du Grand Rift et notamment le mont Kenya et les montagnes Aberdare. Elle est présente jusqu'à 3 100 m d'altitude,.

## Étymologie
Son nom d'espèce, composé de kinangop et du suffixe latin -ensis, « qui vit dans, qui habite », lui a été donné en référence au lieu de sa découverte, le mont Kinangop.

## Publication originale
- Angel, 1924 : Description de deux batraciens nouveaux d'Afrique orientale anglaise, appartenant au genre Phrynobatrachus (Mission Alluaud et Jeannel, 1911-1912). Bulletin du Muséum National d'Histoire Naturelle, vol. 30, p. 130-131.